# カロウェイ郡 (ケンタッキー州)
カロウェイ郡（英: Calloway County）は、アメリカ合衆国ケンタッキー州の西部に位置する郡である。2010年国勢調査での人口は37,191人であり、2000年の34,177人から8.8%増加した。郡庁所在地はマレー市（人口17,741人）であり、同郡で人口最大の都市でもある。カロウェイ郡は1822年11月3日にヒックマン郡から分離して設立され、郡名はブーンズバラ設立者の一人、リチャード・カロウェイ大佐（1724年-1780年）に因んで名付けられた。
2012年7月18日、カロウェイ郡はアルコール飲料の販売について制限あるいは禁止されている「ドライ郡」（禁酒郡）から「ウェット郡」に変わった。
カロウェイ郡にはマレー教育学区とカロウェイ郡教育学区の2つの学区がある。カロウェイ郡はその全体で、マレー小都市圏を構成している。

## 地理
アメリカ合衆国国勢調査局に拠れば、郡域全面積は410.79平方マイル (1,063.9 km2)であり、このうち陸地386.25平方マイル (1,000.4 km2)、水域は24.53平方マイル (63.5 km2)で水域率は5.97%である。

### 隣接する郡
- マーシャル郡 - 北
- トリッグ郡 - 北東
- スチュアート郡 (テネシー州) - 南東
- ヘンリー郡 (テネシー州) - 南
- グレイブス郡 - 西

### 国立保護地域
- ドネルソン砦国立戦場跡（ハイマン砦の部分）

## 人口動態
以下は2000年国勢調査による人口統計データである。
| 基礎データ - 人口: 34,177人 - 世帯数: 13,862 世帯 - 家族数: 8,594 家族 - 人口密度: 34人/km2（88人/mi2） - 住居数: 16,069軒 - 住居密度: 16軒/km2（42軒/mi2） 人種別人口構成 - 白人: 93.48% - アフリカン・アメリカン: 3.56% - ネイティブ・アメリカン: 0.20% - アジア人: 1.33% - 太平洋諸島系: 0.03% - その他の人種: 0.46% - 混血: 0.93% - ヒスパニック・ラテン系: 1.38% 年齢別人口構成 - 18歳未満: 18.7% - 18-24歳: 19.8% - 25-44歳: 24.6% - 45-64歳: 21.9% - 65歳以上: 15.0% - 年齢の中央値: 34歳 - 性比（女性100人あたり男性の人口） - 総人口: 93.2 - 18歳以上: 91.0 18-24歳人口比率が高いのはマレー州立大学があるためである。 | 世帯と家族（対世帯数） - 18歳未満の子供がいる: 25.8% - 結婚・同居している夫婦: 51.0% - 未婚・離婚・死別女性が世帯主: 8.1% - 非家族世帯: 38.0% - 単身世帯: 29.7% - 65歳以上の老人1人暮らし: 11.4% - 平均構成人数 - 世帯: 2.25人 - 家族: 2.79人 収入と家計 - 収入の中央値 - 世帯: 30,134米ドル - 家族: 39,914米ドル - 性別 - 男性: 31,184米ドル - 女性: 22,046米ドル - 人口1人あたり収入: 16,566米ドル - 貧困線以下 - 対人口: 16.6% - 対家族数: 9.8% - 18歳未満: 17.7% - 65歳以上: 10.0% |

### 都市圏
2000年国勢調査では、マレー小都市圏がカロウェイ郡全体で構成されている。小都市圏とは大都市圏に比べれば小さいが、少なくとも人口1万人以上の都市を中心にしている。

## 都市と町
| - マレー - 郡庁所在地 - アウモ - コールドウォーター - クロスランド - デクスター - エルムグローブ - ファクソン - ハリスグローブ | - ヘイゼル - カークシー - リングローブ - ミッドウェイ - ニューコンコード - ステラ - ウィスウェル - シャイロー |